# Orient (motorfiets)
Orient is een historisch Amerikaans motorfiets- en automerk (Waltham Mfg. Co., Waltham Massachusetts (1898-1905) dat op de markt kwam met door Charles Metz ontworpen fietsen die van 2¼- en 2½ pk Aster-motoren voorzien waren. Toen de mededirecteuren van Metz in 1902 besloten de motorproductie af te bouwen ten gunste van automobielen, besloot Metz te vertrekken. De Orient-motorfietsen bleven in productie tot Metz in 1905 ging samenwerken met de gebroeders Marsh, waardoor het merk MM (Marsh-Metz) ontstond.